# Ulva
Ulva è un genere di alghe della famiglia delle Ulvaceae.

## Specie
- Ulva angusta
- Ulva californica
- Ulva costata
- Ulva curvata
- Ulva dactylifera
- Ulva expansa
- Ulva fasciata
- Ulva fenestrata
- Ulva gigantea
- Ulva lactuca
- Ulva laetevirens
- Ulva lobata
- Ulva olivacens
- Ulva pertusa
- Ulva reticulata
- Ulva rigida
- Ulva rotundata
- Ulva stenophylla
- Ulva taeniata
- Ulva vexata